# Битка при Анхиало (708)
Вижте пояснителната страница за други значения на Битка при Анхиало.
Битката при Анхиало се състои през 708 г. близо до град Поморие между българи и византийци.

## Причини
През 705 г. българският кан Тервел помага на отстранения от власт през 695 г. византийски император Юстиниан II да си върне трона след 10 години заточение. За да покаже благодарността си, Юстиниан възнаграждава българите със злато, сребро, коприна, дава високата византийска титла „кесар“ (цезар) на българския владетел, на когото издига и статуя на Константинополския хиподрум. България получава и стратегическата област Загоре, разположена между днешна Стара Загора и Черно море.
Три години по-късно Юстиниан II решава да си върне обратно подаръците, като си присвои отново Загоре.

## Военни действия
През 708 г. византийските конни отряди достигат крепостта Анхиало и се разполагат на стан в полята около нея, като не подозират, че българската армия ги очаква скрита в планинските вериги в района. Сигурен в успеха си, императорът не взема мерки за защитата на лагера. Докато нападателите събират храна, българите, по разказа на Теофан Изповедник, „видели от планините глупавите разпоредби на ромеите“ и „неочаквано се нахвърлили като зверове и унищожили ромейското стадо, като взели много пленници, коне и оръжие освен убитите“. Императорът и малцина от хората му успяват да се доберат до крепостта и да затворят в нея. Българите „дебнели останалия в Анхиало Юстиниан II три дни“. Той успява да избяга тайно през нощта на третия ден с корабите и отплава към Константинопол, където се завръща „със срам“. За да покаже поражението си императорът заповядва „да се поставят трофеи на стените“ на Анхиало. Какви са били тези трофеи не е известно.

## Последици
В резултат от битката България утвърждава позициите си в новите територии южно от Стара планина.
През 711 г. Юстиниан II отново търси помощ от Тервел, за да си върне повторно загубения трон. Забравил за действията на бившия император, българският владетел праща само 3-хилядна войска, на които по-късно е даден безопасен, свободен коридор за да се завърнат в България. Юстиниан II губи главата си.